# Magistralni put 40
Die Magistralni put 40 ist eine Staatsstraße in Serbien. Sie beginnt in Vladičin Han und führt in östlicher Richtung über Surdulica und den Vlasinasee bis nach Strezimirovci an der serbisch-bulgarischen Grenze.